# Японски шпиц
Японският шпиц (на японски: 日本スピッツ, чете се Нихон Супицу) е порода кучета от Япония с неизвестен произход. Предполага се, че е получена при кръстосването на Самоед, Немски шпиц и Американско ескимоско куче.
Японският шпиц има компактно тяло, покрито с дебела бяла козина, образуваща „грива“ около шията. Височната е между 30 и 38 см, а масата – от 5 до 10 кг. Главата е с клиновидна форма. Очите, устните и носът имат тъмен цвят, а ушите са малки и изправени. Опашката е бухнала и навита зад гърба.
Кучетата от тази порода са весели, игриви, енергични и интелигентни, силно привързани към стопаните си. Ако се игнорират или се оставят замотни за дълго, развиват апатия и депресия. Разбират се добре с децата и други домашни животни. Отнасят се резервирано към непознати и лаят само при необходимост. Бързо усвояват нови команди и следват инструкции. Чувстват се добре в апартамент, но е наложителна редовна разходка.
Средната продължителност на живота на Японския шпиц е 12 години. Предразположен е към някои проблеми, например пателарна луксация (разместване на колянното капаче), но като цяло се характеризира с добро здраве.
Японският шпиц има класическия облик на северно куче, толкова любим на много кучевъди. Пухкава бяла козина, дълга и гъста, стърчаща и сякаш излъчваща топлина. Опашката, както и при другите северни кучета, е завита като на кравай на гърба. Долната част на крайниците е покрита с къса козина, на бедрата има пухкави „гащи“, на задната страна на предните крайници също има пухкава козина. Ушите са островърхи и изправени. Муцуната е леко заострена. Тъмните очи, черните клепачи, носната гъба и устните създават ярък контраст с белоснежната козина на кучето. Височината в холката е 38 см, а теглото е 6 кг.
Японският шпиц не трябва да го бъркаме с американския ескимоски шпиц. Това са съвършено различни породи, произхождащи от различни страни и различни поголовия. Счита се, че американския ескимоски шпиц произхожда направо от малкия немски шпиц, а японския – от сибирските самоедски лайки, сред които се е провела селекция по белега малък ръст, в резултат на което се е появила породата японски шпиц. За образуването на породата са започнали да се занимават в края на 19 век. В днешно време тя е широко разпространена, но се налага още да се полагат усилия за пълното и стабилизиране.
Породата е призната от FCI, КCGB.
На този малък шпиц са присъщи всички черти на стайно кученце и притежава облик на куче от Севера. Японският шпицима жив и дързък нрав и изглежда толкова внушителен, че сякаш е огромен. Грижата за козината не е сложна, но е видно, че трябва нещо повече от обичайното ежедневно вчесване. Японският шпиц е много вярно и предано на стопаните си куче.
Козината се поддържа чрез редовно сресване и къпане през 6 месеца.